# Vuelta a España 2011
Die 66. Vuelta a España fand vom 20. August 2011 bis 11. September 2011 statt. Sie war insgesamt 3330,1 Kilometer lang.
Das dreiwöchige spanische Radsport-Etappenrennen bestand aus 21 Etappen und wurde in Benidorm mit einem Mannschaftszeitfahren über 13,5 Kilometer gestartet. Es fanden insgesamt zehn Bergetappen, davon sechs Bergankünfte, sowie neun Flachetappen statt. Außerdem wurde ein Einzelzeitfahren über 47,0 km in Salamanca ausgetragen. Das Rennen endete am 11. September 2011 in Madrid.
Am 13. Juni 2019 sperrte die UCI den Gesamtsieger Juan José Cobo wegen Verstoßes gegen Anti-Doping-Bestimmungen im Zeitraum von 2009 bis 2011 für drei Jahre. Cobo, der seine Karriere 2014 beendet hatte, focht diese Sperre nicht an; damit gilt Chris Froome nun als Gesamtsieger der Vuelta 2011.
Zum Reglement der Vuelta a España 2011 siehe Wertungen und Trikots.

## Teams
Das Rennen war Teil der UCI WorldTour 2011, bei der die 18 UCI ProTeams teilnahmen. Es wurden vier Wildcards an Professional Continental Teams vergeben.
| ProTeams | ProTeams | Professional Continental Teams                                                   |
| - AG2R La Mondiale - BMC Racing Team - Euskaltel-Euskadi - HTC-Highroad - Katusha Team - Lampre-ISD - Liquigas-Cannondale - Movistar - Omega Pharma-Lotto | - Pro Team Astana - Quick Step - Rabobank - Saxo Bank-SunGard - Sky ProCycling - Team Garmin-Cervélo - Leopard Trek - Team RadioShack - Vacansoleil-DCM | - Cofidis, le Crédit en Ligne - Skil-Shimano - Andalucía Caja Granada - Geox-TMC |

## Etappenübersicht
→ Detaillierte Etappenübersicht mit Ergebnissen: Vuelta a España 2011/Etappen
| Etappen | Tag                | Start–Ziel                                        | Typ                   | km    | Etappensieger            | Kampfgeist                |
| ------- | ------------------ | ------------------------------------------------- | --------------------- | ----- | ------------------------ | ------------------------- |
| 01.     | Sa., 20. August    | Benidorm – Benidorm1                              | Mannschaftszeitfahren | 013,5 | Leopard Trek             | Fabian Cancellara (LEO)   |
| 02.     | So., 21. August    | La Nucia – Playas de Orihuela                     | Flachetappe           | 174   | Christopher Sutton (SKY) | Adam Hansen (LEO)         |
| 03.     | Mo., 22. August    | Petrer – Totana                                   | Flachetappe           | 163   | Pablo Lastras (MOV)      | Sylvain Chavanel (MOV)    |
| 04.     | Di., 23. August    | Baza – Sierra Nevada                              | Hochgebirgsetappe     | 170,2 | Daniel Moreno (KAT)      | Thomas Rohregger (QST)    |
| 05.     | Mi., 24. August    | Sierra Nevada – Valdepeñas de Jaén                | Flachetappe           | 187   | Joaquim Rodríguez (KAT)  | Michael Albasini (THR)    |
| 06.     | Do., 25. August    | Úbeda – Córdoba                                   | Flachetappe           | 193,4 | Peter Sagan (LIQ)        | Martin Kohler (BMC)       |
| 07.     | Fr., 26. August    | Almadén – Talavera de la Reina                    | Flachetappe           | 182,9 | Marcel Kittel (SKS)      | Luis Ángel Maté (COF)     |
| 08.     | Sa., 27. August    | Talavera de la Reina – San Lorenzo de El Escorial | Hochgebirgsetappe     | 177,3 | Joaquim Rodríguez (KAT)  | Adrián Palomares (ACG)    |
| 09.     | So., 28. August    | Villacastín – Sierra de Bejar/La Covatilla        | Hochgebirgsetappe     | 183   | Daniel Martin (GRM)      | Sebastian Lang (OLO)      |
| 10.     | Mo., 29. August    | Salamanca – Salamanca2                            | Einzelzeitfahren      | 047   | Tony Martin (THR)        | Tony Martin (THR)         |
| R       | Di., 30. August    | 1. Ruhetag                                        | Ruhetag               |       |                          |                           |
| 11.     | Mi., 31. August    | Verín – Manzaneda                                 | Hochgebirgsetappe     | 167   | David Moncoutié (COF)    | Adrian Palomares (ACG)    |
| 12.     | Do., 1. September  | Ponteareas – Pontevedra                           | Flachetappe           | 167,3 | Peter Sagan (LIQ)        | Adam Hansen (OLO)         |
| 13.     | Fr., 2. September  | Sarria – Ponferrada                               | Bergetappe            | 158,2 | Michael Albasini (THR)   | Amets Txurruka (EUS)      |
| 14.     | Sa.., 3. September | Astorga – La Farrapona                            | Hochgebirgsetappe     | 175,8 | Rein Taaramäe (COF)      | David de la Fuente (GEO)  |
| 15.     | So., 4. September  | Avilés – Alto de Angliru                          | Hochgebirgsetappe     | 142,2 | Juan José Cobo (GEO)     | Simon Geschke (SKS)       |
| R       | Mo., 5. September  | 2. Ruhetag                                        | Ruhetag               |       |                          |                           |
| 16.     | Di., 6. September  | Villa Romana La Olmeda – Haro                     | Flachetappe           | 203,6 | Juan José Haedo (SBS)    | Jesús Rosendo (OLO)       |
| 17.     | Mi., 7. September  | Oyon / Faustino V – Peña Cabarga                  | Bergetappe            | 211   | Chris Froome (SKY)       | Johannes Fröhlinger (SKS) |
| 18.     | Do., 8. September  | Solares – Noja                                    | Bergetappe            | 174,6 | Francesco Gavazzi (LAM)  | Sérgio Paulinho (RSH)     |
| 19.     | Fr., 9. September  | Noja – Bilbao                                     | Flachetappe           | 158,5 | Igor Antón (EUS)         | Igor Antón (EUS)          |
| 20.     | Sa., 10. September | Bilbao – Vitoria-Gasteiz                          | Bergetappe            | 185   | Daniele Bennati (LEO)    | Carlos Barredo (RAB)      |
| 21.     | So., 11. September | Circuito del Jarama – Madrid                      | Flachetappe           | 095,6 | Peter Sagan (LIQ)        | Adrian Palomares (ACG)    |

1 Mannschaftszeitfahren

2 Einzelzeitfahren

## Wertungen im Tourverlauf
Die Tabelle zeigt den Führenden in der jeweiligen Wertung am Ende der jeweiligen Etappe an, ohne die Disqualifikation des Gesamtsiegers zu berücksichtigen.
| Etappe | Gesamtwertung Jersey Rojo | Punktewertung Jersey Puntos | Bergwertung Jersey Montaña | Kombinationswertung Jersey Combinada | Teamwertung Clasificación por equipos |
| ------ | ------------------------- | --------------------------- | -------------------------- | ------------------------------------ | ------------------------------------- |
| 01.    | Jakob Fuglsang (LEO)      | nicht vergeben              | nicht vergeben             | nicht vergeben                       | Leopard Trek                          |
| 02.    | Daniele Bennati (LEO)     | Christopher Sutton (SKY)    | Paul Martens (RAB)         | Jesús Rosendo (ACG)                  | Leopard Trek                          |
| 03.    | Pablo Lastras (MOV)       | Pablo Lastras (MOV)         | Pablo Lastras (MOV)        | Pablo Lastras (MOV)                  | Movistar                              |
| 04.    | Sylvain Chavanel (QST)    | Pablo Lastras (MOV)         | Daniel Moreno (KAT)        | Daniel Moreno (KAT)                  | Team RadioShack                       |
| 05.    | Sylvain Chavanel (QST)    | Daniel Moreno (KAT)         | Daniel Moreno (KAT)        | Daniel Moreno (KAT)                  | Team RadioShack                       |
| 06.    | Sylvain Chavanel (QST)    | Joaquim Rodríguez (KAT)     | Daniel Moreno (KAT)        | Daniel Moreno (KAT)                  | Team RadioShack                       |
| 07.    | Sylvain Chavanel (QST)    | Peter Sagan (LIQ)           | Daniel Moreno (KAT)        | Daniel Moreno (KAT)                  | Team RadioShack                       |
| 08.    | Joaquim Rodríguez (KAT)   | Joaquim Rodríguez (KAT)     | Daniel Moreno (KAT)        | Daniel Moreno (KAT)                  | Team RadioShack                       |
| 09.    | Bauke Mollema (RAB)       | Joaquim Rodríguez (KAT)     | Daniel Martin (GRM)        | Bauke Mollema (RAB)                  | Geox-TMC                              |
| 10.    | Chris Froome (SKY)        | Joaquim Rodríguez (KAT)     | Daniel Martin (GRM)        | Bauke Mollema (RAB)                  | Leopard Trek                          |
| 11.    | Bradley Wiggins (SKY)     | Joaquim Rodríguez (KAT)     | Matteo Montaguti (ALM)     | Bauke Mollema (RAB)                  | Team RadioShack                       |
| 12.    | Bradley Wiggins (SKY)     | Joaquim Rodríguez (KAT)     | Matteo Montaguti (ALM)     | Bauke Mollema (RAB)                  | Team RadioShack                       |
| 13.    | Bradley Wiggins (SKY)     | Joaquim Rodríguez (KAT)     | David Moncoutié (COF)      | Daniel Moreno (KAT)                  | Team RadioShack                       |
| 14.    | Bradley Wiggins (SKY)     | Joaquim Rodríguez (KAT)     | David Moncoutié (COF)      | Bauke Mollema (RAB)                  | Geox-TMC                              |
| 15.    | Juan José Cobo (GEO)      | Joaquim Rodríguez (KAT)     | David Moncoutié (COF)      | Juan José Cobo (GEO)                 | Geox-TMC                              |
| 16.    | Juan José Cobo (GEO)      | Joaquim Rodríguez (KAT)     | David Moncoutié (COF)      | Juan José Cobo (GEO)                 | Geox-TMC                              |
| 17.    | Juan José Cobo (GEO)      | Bauke Mollema (RAB)         | David Moncoutié (COF)      | Juan José Cobo (GEO)                 | Geox-TMC                              |
| 18.    | Juan José Cobo (GEO)      | Joaquim Rodríguez (KAT)     | David Moncoutié (COF)      | Juan José Cobo (GEO)                 | Geox-TMC                              |
| 19.    | Juan José Cobo (GEO)      | Joaquim Rodríguez (KAT)     | David Moncoutié (COF)      | Juan José Cobo (GEO)                 | Geox-TMC                              |
| 20.    | Juan José Cobo (GEO)      | Joaquim Rodríguez (KAT)     | David Moncoutié (COF)      | Juan José Cobo (GEO)                 | Geox-TMC                              |
| 21.    | Juan José Cobo (GEO)      | Bauke Mollema (RAB)         | David Moncoutié (COF)      | Juan José Cobo (GEO)                 | Geox-TMC                              |

Anmerkungen zur Tabelle:
1. ↑  Auf der 4. Etappe trug Sylvain Chavanel als Zweitplatzierter der Punktewertung das Grüne Trikot, da der in dieser Wertung führende Fahrer Pablo Lastras im gemäß Ziffer 2.6.018 der UCI-Regeln höherwertigen Trikot des Gesamtführenden fuhr.
2. ↑  Auf der 4. Etappe trug Markel Irízar als Zweitplatzierter der Bergwertung das Blau-weiße Trikot, da der in dieser Wertung führende Fahrer Pablo Lastras im gemäß Ziffer 2.6.018 der UCI-Regeln höherwertigen Trikot des Gesamtführenden fuhr.
3. ↑  Auf der 4. Etappe trug Ruslan Pidhornyj als Viertplatzierter der Kombinationswertung das Weiße Trikot, da die in dieser Wertung vor ihm platzierten Fahrer Pablo Lastras, Sylvain Chavanel und Markel Irízar in den jeweils gemäß Ziffer 2.6.018 der UCI-Regeln höherwertigen Trikots des Führenden der Gesamt-, Punkte- bzw. Bergwertung fuhren.
4. ↑  Auf der 6. Etappe trug Chris Anker Sørensen als Zweitplatzierter der Bergwertung das Blau-weiße Trikot, da der in dieser Wertung führende Fahrer Daniel Moreno im gemäß Ziffer 2.6.018 der UCI-Regeln höherwertigen Trikot des Gesamtführenden fuhr.
5. ↑  Auf der 5. Etappe trug Daniel Martin als Drittplatzierter der Kombinationswertung das Weiße Trikot, da die in dieser Wertung vor ihm platzierten Fahrer Daniel Moreno und Sylvain Chavanel in den jeweils gemäß Ziffer 2.6.018 der UCI-Regeln höherwertigen Trikots des Führenden der Berg- bzw. Gesamtwertung fuhren.
6. ↑  Auf der 6. und 8. Etappe trug Joaquim Rodríguez als Zweitplatzierter der Kombinationswertung das Weiße Trikot, da der in dieser Wertung führende Fahrer Daniel Moreno im gemäß Ziffer 2.6.018 der UCI-Regeln höherwertigen Trikot des Führenden der Punktewertung fuhr.
7. ↑  Auf der 7. Etappe trug Chris Anker Sørensen als Viertplatzierter der Kombinationswertung das Weiße Trikot, da die in dieser Wertung vor ihm platzierten Fahrer Daniel Moreno, Joaquim Rodríguez und Sylvain Chavanel in den jeweils gemäß Ziffer 2.6.018 der UCI-Regeln höherwertigen Trikots des Führenden der Berg-, Punkte- bzw. Gesamtwertung fuhren.
8. ↑  Auf der 9. Etappe trug Sylvain Chavanel als Drittplatzierter der Kombinationswertung das Weiße Trikot, da die in dieser Wertung vor ihm platzierten Fahrer Daniel Moreno und Joaquim Rodríguez in den jeweils gemäß Ziffer 2.6.018 der UCI-Regeln höherwertigen Trikots des Führenden der Berg- bzw. Gesamtwertung fuhren.
9. ↑  Auf der 9. Etappe trug Peter Sagan als Zweitplatzierter der Punktewertung das Grüne Trikot, da der in dieser Wertung führende Fahrer Joaquim Rodríguez im gemäß Ziffer 2.6.018 der UCI-Regeln höherwertigen Trikot des Gesamtführenden fuhr.
10. ↑  Auf der 10. Etappe trug Daniel Moreno als Drittplatzierter der Kombinationswertung das Weiße Trikot, da die in dieser Wertung vor ihm platzierten Fahrer Bauke Mollema und Joaquim Rodríguez in den jeweils gemäß Ziffer 2.6.018 der UCI-Regeln höherwertigen Trikots des Führenden der Gesamt- bzw. Punktewertung fuhren.
11. ↑  Auf der 16. und 17. Etappe trug Bauke Mollema als Zweitplatzierter der Kombinationswertung das Weiße Trikot, da der in dieser Wertung führende Fahrer Juan José Cobo im gemäß Ziffer 2.6.018 der UCI-Regeln höherwertigen Trikot des Führenden der Gesamtwertung fuhr.
12. ↑  Auf der 18., 19., 20. und 21. Etappe trug Chris Froome als Zweitplatzierter der Kombinationswertung das Weiße Trikot, da der in dieser Wertung führende Fahrer Juan José Cobo im gemäß Ziffer 2.6.018 der UCI-Regeln höherwertigen Trikot des Führenden der Gesamtwertung fuhr.